# James S. Voss
James Shelton „Jim“ Voss (* 3. März 1949 in Cordova, Alabama) ist ein ehemaliger US-amerikanischer Astronaut.

## Ausbildung und Militärdienst
Voss studierte nach der High School Luft- und Raumfahrttechnik an der Auburn University in Alabama, die ihm 1972 ein Bachelor-Diplom verlieh. Danach trat er in die US Army ein und setzte sein Ingenieurstudium, unterstützt durch ein Stipendium, an der University of Colorado fort. 1974 erwarb er einen Master.
Nachdem er die militärischen Grundkurse absolviert hatte, wurde Voss 1975 in die Bundesrepublik Deutschland versetzt. Hier diente er vier Jahre lang als Zugführer und Kompaniechef sowie als Nachrichtenoffizier.

## Astronautentätigkeit
Voss arbeitete seit November 1984 bis zu seinem Ausscheiden aus der NASA im Jahr 2003 am Johnson Space Center. Er arbeitete an den Shuttle- und Nutzlast-Tests am Kennedy Space Center für die Missionen STS-51-D, 51-F, 61-C und 51-L. Er war an den Untersuchungen zur Challenger-Katastrophe beteiligt und arbeitete unter Berücksichtigung der Untersuchungsergebnisse an der Wiederaufnahme der Space-Shuttle-Flüge. Er wurde im Juni 1987 als Astronauten-Anwärter ausgewählt und zum Missionsspezialisten ausgebildet und arbeitete anschließend als CapCom. Voss war in der Ersatzmannschaft für zwei Missionen zur russischen Weltraumstation Mir. Zu dieser Zeit arbeitete und trainierte er zwei Jahre am Juri-Gagarin-Kosmonautentrainingszentrum im russischen Sternenstädtchen.
Am 24. November 1991 startete er mit der Raumfähre Atlantis zur Mission STS-44. Es war eine Mission für das US-Verteidigungsministerium. Die nicht geheime Nutzlast enthielt neben anderen militärischen Experimenten einen DSP-Satelliten und dessen Oberstufen-Triebwerk, um den Satelliten in eine höhere Umlaufbahn zu befördern.
STS-53 war der zweite Raumflug von Voss, welcher am 2. Dezember 1992 mit der Raumfähre Discovery startete. Auch diese Mission wurde im Auftrag des US-Verteidigungsministeriums durchgeführt, diesmal jedoch mit einer geheimen Nutzlast.
Am 7. September 1995 startete Voss als Missionsspezialist mit der Raumfähre Endeavour zur Mission STS-69. Die Mannschaft setzte einen SPARTAN-Satelliten und das Wake Shield Facility erfolgreich aus und fing sie anschließend wieder ein. Ebenfalls an Bord war die "International Extreme Ultraviolet Hitchhiker"-Nutzlast und zahlreiche weitere Nutzlasten und medizinische Experimente. Voss führte eine Außenbordaktivität durch, die 6 Stunden und 46 Minuten dauerte und in der er Modifikationen an Raumanzügen testete sowie Verfahren und Werkzeuge ausprobierte, die für die Konstruktion der Internationalen Raumstation (ISS) vorgesehen sind.
Mit der Mission STS-101 flog Voss am 19. Mai 2000 mit der Raumfähre Atlantis zur Internationalen Raumstation. Es wurden über 1,5 Tonnen Ausrüstung und  Versorgungsgüter zur ISS gebracht und es wurden Reparaturen an elektrischen Komponenten sowie an den Lebenserhaltungssystemen durchgeführt. Voss arbeitete in 6 Stunden und 44 Minuten während seiner zweiten Außenbordaktivität am weiteren Aufbau der Station. 
Zuletzt startete Voss am 8. März 2001 als Bordingenieur der zweiten Langzeitbesatzung mit der Raumfähre Discovery (STS-102) zur ISS. Weitere Mitglieder der zweiten ISS-Crew waren Juri Ussatschow und Susan Helms. Am 11. März 2001 bereitete Voss zusammen mit Helms, in der mit 8 Stunden und 56 Minuten bislang längsten Außenbordaktivität überhaupt, die Ankoppelung des Mehrzweck-Logistik-Moduls Leonardo vor. Bei einer weiteren Außenbordaktivität tauschte Voss zusammen mit Ussatschow in nur 19 Minuten im Swesda-Modul eine Luke gegen einen Führungskonus, der für Koppelungsmanöver von Progress-Transportern benötigt wird, aus.  Voss bediente als erster den mit der Mission STS-100 neu eingetroffenen kanadischen Roboterarm Canadarm2 (SSRMS). Andere Höhepunkte der Mission waren weitere Aufbauarbeiten an der ISS, 18 wissenschaftliche Experimente, ein Flug um die Raumstation mit dem Sojus-Raumschiff, die Ankunft der Quest-Luftschleuse und der Besuch von insgesamt fünf Raumschiffen, u. a. mit dem ersten Weltraum-Touristen Dennis Tito, auf der Station. Nach 163 Tagen auf der ISS kehrte Voss an Bord des Space-Shuttles Discovery mit der Mission STS-105 am 22. August 2001 zur Erde zurück.

## Nach der NASA
Voss verließ die NASA im Juni 2003 und ging an die Auburn University. Im Mai 2005 wechselte er zur Firma Transformational Space Corporation (t/Space), die zu dieser Zeit am NASA-Programm Commercial Orbital Transportation Services (COTS) teilnahm und ein Raumfahrzeug entwickelte, das Passagiere und Fracht zur ISS transportieren könnte. Im November 2007 ging er zur Firma SpaceDev. Wieder zwei Jahre später, im September 2009 wurde er Professor für Bemannte Raumfahrt und Raumfahrttechnik an der University of Colorado in Boulder.

## Privates
Voss ist verheiratet und hat eine Tochter.

## Besonderheiten und Rekorde
- längster EVA-Einsatz mit 8 h 56 min (STS-102) gemeinsam mit Susan Jane Helms